# فرنسيسكو بينيا
فرنسيسكو بينيا (بالإسبانية: Paco Peña) (25 يوليو 1978 جيريز دي لوس كاباليروس إسبانيا - ) هو لاعب كرة قدم إسباني يلعب كمدافع.

## روابط خارجية
- فرنسيسكو بينيا على موقع قاعدة بيانات كرة القدم.إي يو (الإنجليزية)
- فرنسيسكو بينيا على موقع Soccerway.com (الإنجليزية)
- فرنسيسكو بينيا على موقع AS.com (الإسبانية)